# Бертрада де Монфор
Бертрада де Монфор (фр. Bertrade de Montfort; около 1070 — 1115 или 1116, Фонтевро) — королева Франции в 1092—1104 годах; дочь сеньора де Монфор Симона I от второго брака с Агнес, дочерью графа д’Эврё Ричарда.

## Биография
После смерти в 1087 году отца Бертрада оказалась под опекой дяди (брата матери), графа д’Эврё Гильома, который выдал её замуж за старого графа Анжуйского Фулька IV Ле Решена, который развёлся со своей четвёртой женой по причине кровного родства. Взамен Фульк пообещал свою помощь герцогу Нормандии Роберту Куртгёзу против восставших дворян графства Мэн. Брак был заключён в 1089 году после подавления восстания в Мэне. Бертрада стала пятой женой Фулька, родив одного сына, позже наследовавшего отцу Фулька V.
В ночь на 15 мая 1092 года соблазнённый красотой Бертрады король Франции Филипп I похитил её у мужа (по-видимому, с её согласия) и вскоре официально женился на ней, разведясь со своей предыдущей женой. Этот брак, совершённый в нарушение церковных канонов, вызвал возмущение высшего духовенства. Резко против брака выступил епископ Иво Шартрский, что повлекло его кратковременное заключение под стражу. В 1094 году король Филипп I созвал в Реймсе собор, чтобы изгнать Ива из Шартра. 16 октября 1094 года папский легат Гуго де Ди в Отёне, на другом проходившем под его предводительством соборе, отлучил от церкви короля Филиппа I. Вставший на сторону Иво Шартрского папа римский Урбан II на Клермонском соборе в ноябре 1095 года подтвердил отлучение от церкви короля Филиппа I и королевы Бертрады.
1 мая 1095 года скончался епископ Парижа Жоффруа Булонский. Желая прекратить конфликт короля и духовенства, парижские священнослужители выбрали новым епископом Гильома де Монфора, который, с одной стороны, был братом королевы, а с другой, — учеником Иво Шартрского. Урбан II, однако, согласился утвердить Гильома епископом при условии, что Филипп I оставит Бертраду. В 1096 году король Франции подчинился. Бертрада де Монфор была удалена, отлучение снято. Однако король вскоре возвратил Бертраду и продолжал жить с ней и только в 1104 году под нажимом духовенства согласился развестись с ней. Несмотря на это Бертрада продолжала фигурировать в документах как королева до конца его правления. После смерти Филиппа I в 1108 году Бертрада безуспешно пыталась провести своего собственного сына на французский трон, действуя против Людовика VI, законного наследника. Затем удалилась в аббатство Фонтевро, где и умерла 14 февраля 1117 года

## Семья
1-й муж (с 1089 года; развод 15 мая 1092 года): граф Анжу Фульк IV Ле Решен (1043 — 14 апреля 1109). Дети:
- Фульк V Молодой (1092 — 13 ноября 1144), граф Анжу (1109—1129), Мэна (1110—1129), король Иерусалима (с 1131 года).

2-й муж (с 1092 года, Париж; развод в 1104 года): король Франции Филипп I (23 мая 1052 — 29 июля 1108); брак был признан незаконным, все четверо детей от него считались также незаконными:
- Филипп (1094—1123), граф Манта (с 1104 года); жена (с 1104 года): Елизавета де Монлери (умерла после 1108 года), сеньора Монлери дочери Ги Трусселя
- Флёри (Флор) (около 1095 — после 1119), сеньор де Нажи; имя жены неизвестно
  - Изабо де Нажи (около 1118 — ?); муж (с приблизительно 1136 года): Ансо де Вениси
- Эсташия; муж: граф д’Этамп Жан
- Сесилия (1097 — после 1145); 1-й муж: князь Антиохии Танкред (умер в 1112); 2-й муж: граф Триполи Понс Тулузский (1098—1137).